# Vuelo 6709 de Aeroflot
El vuelo 6709 de Aeroflot fue un Tupolev Tu-154B que operaba una ruta doméstica desde Bakú hacia Leningrado el 19 de mayo de 1978. Durante la fase de crucero del vuelo, una falta de combustible afectó el flujo de este hacia los tres motores Kuznetsov NK-8 de la aeronave, lo que provocó que los motores se detuvieran. Este problema posiblemente fue causado debido fallos en el diseño del avión.

## Accidente
El vuelo 6709 de Aeroflot despegó del Aeropuerto Internacional de Bina a las 10:30 hora de Moscú. El destino era el Aeropuerto de Púlkovo en Leningrado, a una distancia de 2550 kilómetros. Aproximadamente dos horas después del despegue, los motores perdieron potencia. Algunas fuentes indican que esto fue causado por un apagado accidental del sistema de bombeo de combustible al depósito principal por parte del ingeniero de vuelo, aunque la veracidad de esta afirmación es incierta. Debido a fallos en el diseño del Tu-154B, una sola falla en la bomba de combustible podía ocasionar la detención de los tres motores simultáneamente.Poco después de que los motores perdieran potencia, los generadores de corriente alterna de la aeronave dejaron de funcionar. Esto provocó un cambio abrupto en la inclinación y el balanceo del avión, siendo esta la primera señal de la falla percibida por los pilotos.
Durante el descenso, los pilotos intentaron en repetidas ocasiones reiniciar los motores. Aunque algunos de estos intentos lograron encender los motores momentáneamente, no produjeron la energía suficiente para que los generadores activaran la bomba de combustible. Los pilotos también intentaron utilizar la unidad de potencia auxiliar (APU) para reiniciar la bomba, pero su funcionamiento estaba desactivado por diseño a altitudes superiores a 3000 metros (9843 pies).
La aeronave aterrizó en un campo de patatas y cebada a 5 kilómetros (3,1 millas) al sureste de Maksatikha, a las 13:32. El avión rebotó varias veces y se partió en tres secciones al impactar contra árboles cercanos. Dos o tres minutos después de detenerse, el fuselaje se incendió y fue destruido por las llamas. El accidente y el incendio resultante causaron 4 fallecidos y 27 heridos.